# Ramón Guardiola
Pour les articles homonymes, voir Guardiola.
Ramón Guardiola, né le 1er février 1944, à Grenade, en Espagne, est un ancien joueur espagnol de basket-ball. Il évolue au poste d'arrière.

## Palmarès
- Champion d'Espagne 1968, 1969
- Coupe du Roi 1967